# Партія європейських соціалістів
Партія європейських соціалістів або ПЄС (англ. Party of European Socialists) — соціал-демократична європейська політична партія.
PES складається з політичних партій національного рівня з усіх держав-членів Європейського Союзу (ЄС), а також Норвегії та Великої Британії.
Має у своєму складі такі партії, як Соціал-демократична партія Німеччини, Французька соціалістична партія, Британська лейбористська партія, Італійська демократична партія та Іспанська соціалістична робітнича партія .
Партії з ряду інших європейських країн і середземноморського регіону також прийняті до PES як партії-асоційовані або спостерігачі.
Більшість партій-членів, асоційованих партій і спостерігачів є членами ширшого Прогресивного альянсу або Соціалістичного Інтернаціоналу.

Із жовтня 2022 року ПЄС очолює її президент Стефан Левен, колишній прем'єр-міністр Швеції.
У Європарламенті представлена фракцією Прогресивний альянс соціалістів і демократів (S&D).
ПЄС також діє в Європейському комітеті регіонів та Європейській раді.